# Sultana Hatice
Sultana Hatice (n. 1496, Edirne, Imperiul Otoman – d. 1543, Constantinopol, Imperiul Otoman; în turca otomană: خدیجہ سلطان ) a fost o prințesă otomană, fiica sultanului Selim I și a sultanei Ayșe Hafsa. Ea era sora sultanului Soliman I Magnificul și a sultanei Fatma, Șah Sultan și Beyhan Sultan fiind surorile ei vitrege.

## Biografie
Sultana Hatice s-a născut în 1496. S-a căsătorit cu Iskender Beğ, dar a devenit văduvă după moartea acestuia. Apoi s-a căsătorit cu Pargalı Ibrahim Pașa, care a fost Mare Vizir din 1523 și a rămas în funcție timp de 13 ani, dar în 1536 a fost executat de sultan și proprietatea lui a fost confiscată de către stat. Cuplul a avut doi copii. Ei au trăit în palatul lor din Istanbul. Există speculații că Hatice s-a sinucis, din durere pentru pierderea soțului ei iubit. A murit în 1538, la vârsta de 42 de ani.